# Dedikovaný server
Dedikovaný server je pronajatý hardware od poskytovatele do užívání zákazníka. Za funkčnost a opravy serveru ručí poskytovatel (vlastník serveru). Obvykle dedikovaný server zůstává v datovém centru poskytovatele a zákazník k němu nemá fyzický přístup. Poskytovatel předá zákazníkovi tzv. holé železo nebo předinstalovaný operační systém a předá přístupy. V případě bez instalace pak připojí externí CD-ROM nebo USB Flash disk nebo využije některý z management systému jako iLO nebo ip mng – názvy se liší podle výrobce serveru.